# Ari Babakhanov
Ustādh Ari Babakhanov oder Ari Babachanow (* 1934 in Buchara, Usbekistan) ist ein Berufsmusiker, der die Langhalslauten tanbur, qaschqarische rubāb sowie dotār beherrscht.

## Biographie
Er wurde in eine jüdische Familie traditioneller Musiker geboren. Diese wurde von seinem Großvater Levi Babakhan (1873–1926) begründet, einem Hofsänger des letzten Emirs von Buchara Alim Khan. Levi Babakhans Sohn Moshe Babakhanov (1910–1983) war ebenfalls ein Sänger, der sich auf der tanbur und der Rahmentrommel doira (tadschikisch dājere) begleitete.
Im Gegensatz zu seinem Großvater und Vater wurde Ari Babakhanov ein reiner Instrumentalist. Sein am europäischen Curriculum orientierten Musikstudium am Konservatorium Taschkent schloss er 1958 mit dem Staatsexamen ab. Auf Grund der sowjetischen Kulturpolitik durften zwar weiterhin landestypische Instrumente verwendet werden, jedoch hauptsächlich für ein europäisches Repertoire. Durch die Diskrepanz zwischen der monophonen usbekischen und der polyphonen europäischen Musik führte dieser Zwang zu einer künstlichen kulturellen Hybride.
Trotz seiner künstlerischen Erfolge in Taschkent kehrte Ari Babakhanov nach Buchara heim, wo er die folgenden 40 Jahre an der Musikfachschule unterrichtete. Dort fand er mit Hilfe seines Vaters und durch Musiker wie Maarufjon Tashpulov, Najmiddin Nasriddinov und Aminjon Ismatov allmählich zurück zum Schaschmaqam, der traditionellen bucharischen Musik und machte sich deren Weiterentwicklung zur Lebensaufgabe. Durch die Niederschrift von Noten und Texte klassischer persischer Poesie sowie volkstümlicher usbekischer und tadschikischer Gedichte leistete er einen Beitrag zur Bewahrung dieser Musiktradition. Dabei erweckte er eine Reihe verlorengegangener Schöpfungen zu neuem Leben, die ehemals zum Repertoire des Schaschmaqam gehört hatten. Diese Grundlage inspirierte ihn zur Komposition eigener Instrumentalstücke und Lieder im überlieferten Stil, von denen etliche in Usbekistan beliebt wurden.
1991 gründete er an der Buchara Staatsphilharmonie das anfangs zehnköpfige Shashmaqam Ensemble, dessen Mitgliederzahl sich im Laufe weniger Jahre fast verdoppelte. Nach kurzer Zeit trat die Gruppe unter der künstlerischen Leitung Ari Babakhanovs für das usbekische Radio und Fernsehen auf und hatte sich in der traditionellen Musikszene etabliert. 1998 erschien ihre CD Ari Babakhanov & Ensemble - Shashmaqam: The Tradition of Bukhara bei New Samarkand Records.
Da sich die ehemals große jüdische Gemeinde Bucharas durch Auswanderung seit der Unabhängigkeit Usbekistans fast aufgelöst hat, zog Ari Babakhanovs Familie nach Deutschland, wo er zusammen mit der Musikwissenschaftlerin Angelika Jung seit 2002 an der Erforschung des Schaschmaqam arbeitet.